# Рохас Эрмоса, Эдивалдо
Эдивалдо Рохас Эрмоса (порт. Edivaldo Rojas Hermoza, 17 ноября 1985, Бразилия), известен как «Боливия» — боливийский футболист, играет за «Сан-Хосе», нападающий.

## Биография
Родился в Куябе (штат Мату-Гросу). Отец — бразилец, мать — боливийка. Эдивалдо начал свою карьеру в клубе «Атлетико Паранаэнсе» в августе 2003 года, подписав контракт на 5 лет. Дебютировал в Серии A 18 августа 2004 года, выйдя на замену в игре против «Фигейренсе».
1 апреля 2005 года Эдивалдо на правах аренды перешёл в клуб «Ферровиария» до конца Серии A3 Лиги Паулисты. 19 мая того же года присоединился к «Фигейренсе» до конца года; 1 февраля 2006 года продлил контракт с клубом до 31 декабря, но в марте перешёл в «Риу-Прету».
Эдивалдо вернулся в «Атлетико» в июне 2006 года, и 1 августа ушёл в «Калденсе» в аренду на 9 месяцев. Он забил 11 голов в Кубке штата Минас-Жерайс и забил один гол в Лиге Минейро. После возвращения подписал новый контракт до 30 апреля 2010 года, но появлялся на поле редко. В декабре 2007 года был отдан в аренду в «Гуаратингету».
В июле 2008 года подписал контракт с клубом «Навал». В чемпионате Португалии 2010/11 он выступал под именем Эдивалдо на футболке, вместо «Боливия». В некоторых официальных документах его имя также указывалось как Эдвалдо (без i).
После недолгого пребывания в Азии в составе команд «Муангтонг Юнайтед» и «Сёнан Бельмаре», Эдивалдо вернулся в высшую лигу Португалии 20 июня 2014 года, заключив годичный контракт с новичком элитного дивизиона «Морейренсе». В следующем сезоне он вернулся на родину, став игроком «Хорхе Вильстерманна». В 2016—2018 годах играл за «Спорт Бойз Варнес». С 2019 года играет за «Сан-Хосе» (Оруро). В составе «Вильстерманна» стал чемпионом Боливии (Клаусура 2016).

## Международняя карьера
В апреле 2011 года Эдивалдо был вызван в сборную Боливии, получив право выступать за неё после решения проблем с документами. Дебютировал за национальную команду 4 июня того же года против сборной Парагвая. В рамках Кубка Пас-дель-Чако в городе Санта-Крус-де-ла-Сьерра Боливия уступила гостям со счётом 0:2. Через три дня Рохас провёл свой второй матч, завершившийся вничью 0:0.
Эдивалдо забил первый гол Кубка Америки 2011 в ворота сборной Аргентины. Матч с хозяевами первонства завершился вничью 1:1. Эдивалдо провёл четыре матча в рамках отборочного турнира к чемпионату мира 2014 года.

### Голы за сборную Боливии
| # | Дата        | Место                                   | Противник                    | Голы | Результат | Турнир                        |
| - | ----------- | --------------------------------------- | ---------------------------- | ---- | --------- | ----------------------------- |
| 1 | 1 июля 2011 | Сьюдад де Ла-Плата, Ла-Плата, Аргентина | Сборная Аргентины по футболу | 1:0  | 1:1       | Кубок Америки по футболу 2011 |

### Титулы
- Чемпион Боливии (1): 2016 (Клаусура)
- Чемпион Таиланда (1): 2012